# La cortina salvatge
"La cortina salvatge" (títol original en anglès "The Savage Curtain") és el vint-i-dosè episodi de la tercera temporada de la sèrie de televisió de ciència-ficció estatunidenca Star Trek. Escrit per Gene Roddenberry i Arthur Heinemann (basat en una història original de Roddenberry) i dirigit per Herschel Daugherty, es va emetre per primera vegada el 7 de març de 1969.
A l'episodi, els extraterrestres obliguen al Capità Kirk i al primer oficial Spock a unir forces amb éssers que semblen ser Abraham Lincoln i Surak per lluitar contra els dolents en una lluita entre el bé i el mal.

## Argument
La nau estel·lar de la Federació Enterprise arriba al planeta volcànic  d'Excalbia per conduir una prospecció geològica. De manera impossible, els sensors detecten la vida basada en carboni a la superfície del planeta. La imatge d'Abraham Lincoln deriva cap al vaixell a la pantalla de visualització. Tot i que és escèptic que la figura sigui el veritable president, Kirk atorga tots els honors presidencials mentre es transporta a bord del vaixell.
Lincoln sembla humà, no té coneixements de tecnologia passat el segle XIX, però d'alguna manera està familiaritzat amb la filosofia vulcaniana de "Nome" (que significa "tot", i mostra respecte per la diversitat de factors que componen l'existència). L'esment de Nome per Lincoln segueix la seva crida a Uhura de "negressa" i disculpa; Uhura diu que no se sent ofesa, ja que al seu segle, la gent respecta qui és i no s'ofenen amb les paraules.
Lincoln convida a Kirk i Spock a acompanyar-lo fins al planeta on ha aparegut una zona amb condicions semblants a la Terra. Malgrat la possibilitat que les condicions de lliurament siguin una il·lusió, Kirk accepta, raonant que la missió de l' Enterprise exigeix que acceptin qualsevol oferta de contacte amb una nova vida.
Un cop al planeta, Kirk i Spock descobreixen que el seu tricorder i fasers no s'han transportat amb ells. Els coneix Surak, "el pare de la civilització vulcana", que va morir segles abans.
Un ésser semblant a una roca amb les mans amb urpes i múltiples ulls brillants sobre un cap bulbós, anomenat Yarnek, anuncia que els habitants del planeta volen dur a terme un experiment per determinar quina filosofia humana és més forta: bona o dolenta. En aquest experiment, el traïdor senyor de la guerra de la Terra, el coronel Phillip Green, el senyor de la guerra klingon Kahless, un practicant d'experiments poc ètics amb humanoides anomenat Zora, i Genghis Khan, junts representant el mal, s'enfrontaran a Kirk, Spock, Lincoln i Surak (que representen el bé) en una lluita a mort.
El coronel Green ofereix a Kirk una aliança contra els Excalbians perquè tots puguin tornar amb seguretat a on van venir, però això només és una distracció per a un atac sorpresa. Kirk i els seus companys s'enfronten als seus oponents i corren a protegir-se. El grup "bo" continua resolt que els excalbians són l'autèntic enemic; Kirk ataca Yarnek, però el cos de l'alienígena està massa calent per tocar-lo. Per obligar-los a lluitar, Yarnek trenca l'escut entre la matèria i l'antimatèria a l' Enterprise, assegurant-se que el vaixell explotarà tret que la força de Kirk surti victoriosa en quatre hores.
Kirk i els altres comencen a fabricar llances. Surak, les experiències vitals del qual li han ensenyat que els esforços persistents en pau són el millor camí, obté permís per anar sol al campament enemic i negociar. El grup de Green mata a Surak i atrau els altres imitant a Surak implorant ajuda. Lincoln ofereix colar-se i alliberar Surak mentre Kirk i Spock ofereixen una distracció. Quan Lincoln arriba, troba el cadàver de Surak i que l’esperen Kahless i Green, que el fereixen de mort; torna trontollant cap a Kirk i Spock, dient-los que tinguin compte, després cau mort, amb una llança a l'esquena.
Encara que ara superen en nombre de dos a un, quan Kirk i Spock s'enfronten al grup de Green a la batalla, fugen ràpidament després que Kirk mati Kahless i Green. Tot i que les condicions d'una lluita a mort encara no es compleixen, Yarnek anuncia que l'experiment ha acabat. Conclou que no hi ha res diferent entre el bé i el mal perquè els mètodes utilitzats per lluitar entre ells són els mateixos. Kirk explica que els mètodes similars de com lluiten els dos no els defineixen com el mateix, ja que Yarnek estableix les condicions. El que els defineix són les coses per les quals lluita cadascun d'ells: Kirk i Spock lluitaven per la supervivència de l' Eenterprise; els altres lluitaven només pel poder.
Els excalbians permeten a Kirk i Spock tornar a l' Enterprise. Tot i que el misteri de Lincoln i Surak continua sense resoldre, Spock ofereix la conjectura que els excalbians, utilitzant la seva aparent capacitat per transformar la matèria, van transformar altres éssers vius en semblants de Lincoln i Surak, i després van aprofitar les ments de Kirk i Spock per crear les personalitats que ells imaginava aquells personatges històrics. Kirk assenyala que l' Enterprise pot dur a terme en l'obra de Lincoln i Surak, abans que el vaixell abandoni el sistema solar d'Excalbia.

## Doblatge al català
L’episodi va ser doblat al català pels estudis Tecni-3 (primera part) i Diálogo (segona part) i emés a TV3 l’any 1989.
| Personatge                | Actor/actriu     | Veu en català                      |
| ------------------------- | ---------------- | ---------------------------------- |
| James T. Kirk             | William Shatner  | Jordi Boixaderas                   |
| Spock                     | Leonard Nimoy    | Isidre Sola i Llop                 |
| Leonard McCoy             | DeForest Kelley  | Eduard Lluís Muntada               |
| Montgomery Scott 'Scotty' | James Doohan     | Joan Carles Gustems Domènec Farell |
| Nyota Uhura               | Nichelle Nichols | Glòria Roig Azucena Díaz           |
| Hikaru Sulu               | George Takei     | Jaume Nadal Enric Cusí             |
| Pavel Chekov              | Walter Koenig    | Quim Roca Pep Madern               |
| Abraham Lincoln           | Lee Bergere      | Juan Lluch                         |
| Surak                     | Barry Atwater    | Carles Sales                       |
| Kahless                   | Bob Herron       | -                                  |
| Coronel Green             | Philip Pine      | -                                  |

## Recepció
L'episodi va ser ben rebut en aquell moment pels fans que volien saber més sobre Surak, el pare de la raça vulcaniana.
En un rànquing del lloc Hollywood.com, Christian Blauvelt col·loca aquest episodi a la posició 44ta dels 79 episodis de la sèrie original. Zack Handlen del lloc The A.V. Club dóna a l'episodi una nota de B trobant que l'episodi és més profund i divertit que la resta d'episodis de la temporada, sobretot l'obertura de l'episodi amb Abraham Lincoln a l'espai. Tanmateix, troba que l'episodi es basa en premisses similars a L'arena.
El 2017, Screen Rant va classificar aquest episodi com el 12è pitjor episodi de la franquícia Star Trek. and in 2018 ranked it as the 9th worst.

## Adaptació literària
L'episodi va ser ficcionalitzat com un conte de 25 pàgines escrit per l'autor James Blish al llibre Star Trek 6, una col·lecció que recopila diverses històries de la sèrie i es va publicar l'abril de 1972 publicat per Bantam Books.

## Llegat
Es pensava que el vestit creat per al coronel Phillip Green s'havia reciclat més tard com el vestit espacial vermell de Mork (però amb el triangle blanc) tant a Happy Days com a Mork & Mindy.

## Llançaments
"Tots els nostres ahirs" i "La cortina salvatge" es van publicar a LaserDisc als Estats Units el 1985.
Aquest episodi es va publicar al Japó el 21 de desembre de 1993 com a part del conjunt complet de LaserDisc de la temporada 3, Star Trek: Original Series log.3. També es va incloure un tràiler d'aquest i dels altres episodis, i l'episodi tenia pistes d'àudio en anglès i japonès. El títol de la portada era スター・トレック TVサードシーズン.
Aquest episodi es va incloure a la caixa de DVD remasteritzada de la temporada 3 de TOS, amb la versió remasteritzada d'aquest episodi.